# Burmoniscus ilamia
Burmoniscus ilamia är en kräftdjursart som först beskrevs av Helmut Schmalfuss 1983.  Burmoniscus ilamia ingår i släktet Burmoniscus och familjen Philosciidae. Inga underarter finns listade i Catalogue of Life.